# Známianka (Berezivka)
Známianka (en ucraniano: Знам'янка) es un pueblo ucraniano perteneciente al óblast de Odesa. Situado en el suroeste del país, es parte del raión de Berezivka y centro del municipio (hromada) de Známianka. 

## Toponimia
El nombre del asentamiento en ruso es Známenka (en ruso: Знаменка). Desde su fundación hasta 2016, el pueblo se llamaba Chervonoznámianka (en ucraniano: Червонознам'янка) pero fue renombrada por las políticas de descomunización en Ucrania.

## Geografía
Známianka se encuentra a unos 14 km al oeste de Ivánivka y a unos 68 kilómetros al norte de Odesa.

## Historia
El lugar fue mencionado por primera vez por escrito en 1804 y se llamó Katarzhine (en ucraniano: Катаржине; en búlgaro: Катаржино) hasta finales de 1929. El pueblo fue fundado como colonia por colonos búlgaros que emigraron de la Bulgaria otomana (principalmente del actual óblast de Burgas) a tierras propiedad del terrateniente Katarzi. La primera iglesia de piedra se construyó en 1816 y más tarde el lugar se convirtió en el centro de la vólost del mismo nombre.
En la década de 1920, Katarzhine se convirtió en parte del raión búlgaro de Blagoievo y había una colonia agrícola judía.En 1929, Katarzhine se conoció como Staline (en ucraniano: Сталіне) hasta 1965. Hasta 1952, la mayoría de la población eran búlgaros. Después de 1952, varios cientos de familias de las regiones occidentales de Ucrania se establecieron en el pueblo.
En 1965 el lugar pasó a llamarse Chervonoznámianka, y el 14 de julio de 2016, como parte de la descomunización en Ucrania, pasó a llamarse Známianka.
Známianka fue el parte del raión de Ivanivka hasta 2020, año en el que se hizo una reforma administrativa que redujo el número de raiónes del óblast de Odesa a siete, y el pueblo pasó a ser parte del raión de Berezivka.

## Demografía
La evolución de la población de Známianka entre 1886 y 2001 fue la siguiente:
| 3456                                                          | 4113 | 4134 |
| (Fuente: Cities & Towns of Ukraine y UKRAINE: Größere Städte) |      |      |

Según el censo de 2001, la lengua materna de la mayoría de los habitantes, el 71,67%, es el ucraniano; del 17,51% es el ruso; y del 9,89%, el búlgaro.